# Grafkapel Habets
De Grafkapel Habets is een grafmonument op de begraafplaats Cauberg in Valkenburg, bestaande uit een neogotische grafkapel met een bijbehorende grafkelder. Het bouwwerk is in 1892 ontworpen door Pierre Cuypers voor het echtpaar Habets-Willems en is een rijksmonument. Links van de grafkapel bevindt zich de Grafkelder De Guasco.

## Beschrijving Grafkapel
De grafkapel bevindt zich enkele meters rechts van de kelder op een verhoging van ongeveer een halve meter. De kapel in neogotische stijl is achtzijdig en is gebouwd van lokaal gedolven Limburgse mergel. De gevelopeningen worden gevormd door smalle spitsboogvormige glas-in-loodvensters en een rechthoekige toegang met decoratieve afwerking aan de bovenzijde in de vorm van een spitsboogvormige nis. De geveldelen lopen uit in topgeveltjes met hierin een driepasdecoratie en loden waterspuwers in de vorm van duivelskoppen op de hoeken. De toppen worden bekroond met loden bloemvormige decoraties. Het dak van de kapel bestaat uit acht zadeldakjes met daarop leien uit Wales in Maasdekking. De kapel wordt als geheel omsloten door een smeedijzeren hek. Aan de achterzijde van de kapel bevindt zich een keermuur met erin opgenomen waterspuwers. De kapel is in 2003 gerestaureerd.

## Beschrijving grafkelder
De toegang tot de grafkelder wordt gevormd door een grote opening in een mergelstenen wand. Achter een smeedijzeren toegangshek in de opening is een trap zichtbaar die naar de kelder leidt. De ingangspartij loopt uit in een frontonachtige topgevel met daarin een vierpasnis. Het fronton is aan de bovenzijde afgedekt met zink om inwatering te voorkomen. In de gevel is het bouwjaar met daaronder de tekst "Familiegraf H. Habets-Willems" uitgehouwen. De bakstenen trap naar de kelder loopt naar beneden breder uit. Aan de bakstenen is te zien dat deze later verbreed moet zijn, waarschijnlijk om de bocht te kunnen maken met de lijkkisten. 
Onderaan de trap, bevindt zich de in de ondergrond uitgehouwen grafkelder. Hier bevinden zich 16 grafnissen, geordende in vier rijen van vier. Aan de rechterzijde bevindt zich in de wand een urnennis welke dateert uit 2003. Aan de andere zijde is een hardstenen plaat in de muur bevestigd ter herinnering aan een in Nederlands-Indië overleden zoon van het echtpaar Habets-Willems. Van de 16 grafnissen zijn de meeste afgesloten met een hardstenen tekstplaat.

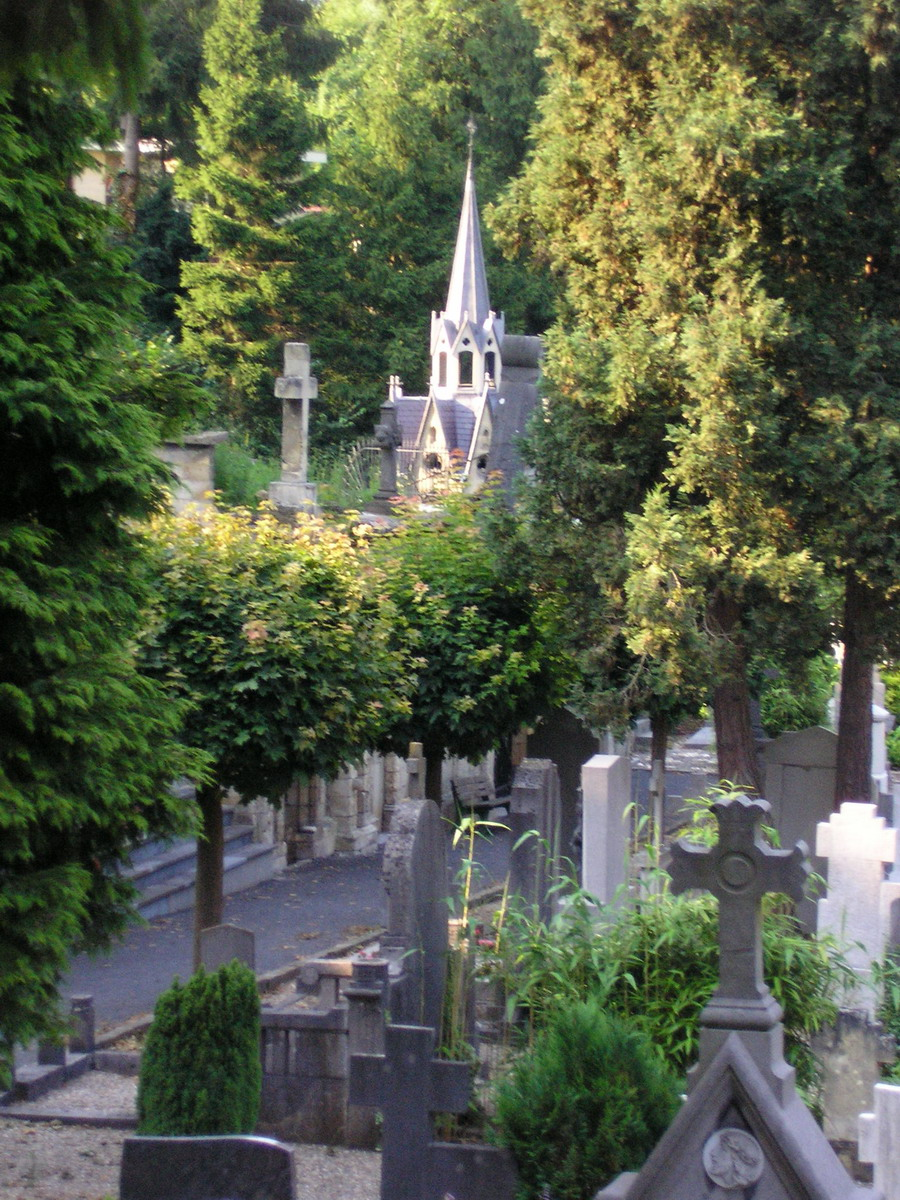
Zicht vanaf Cauberg
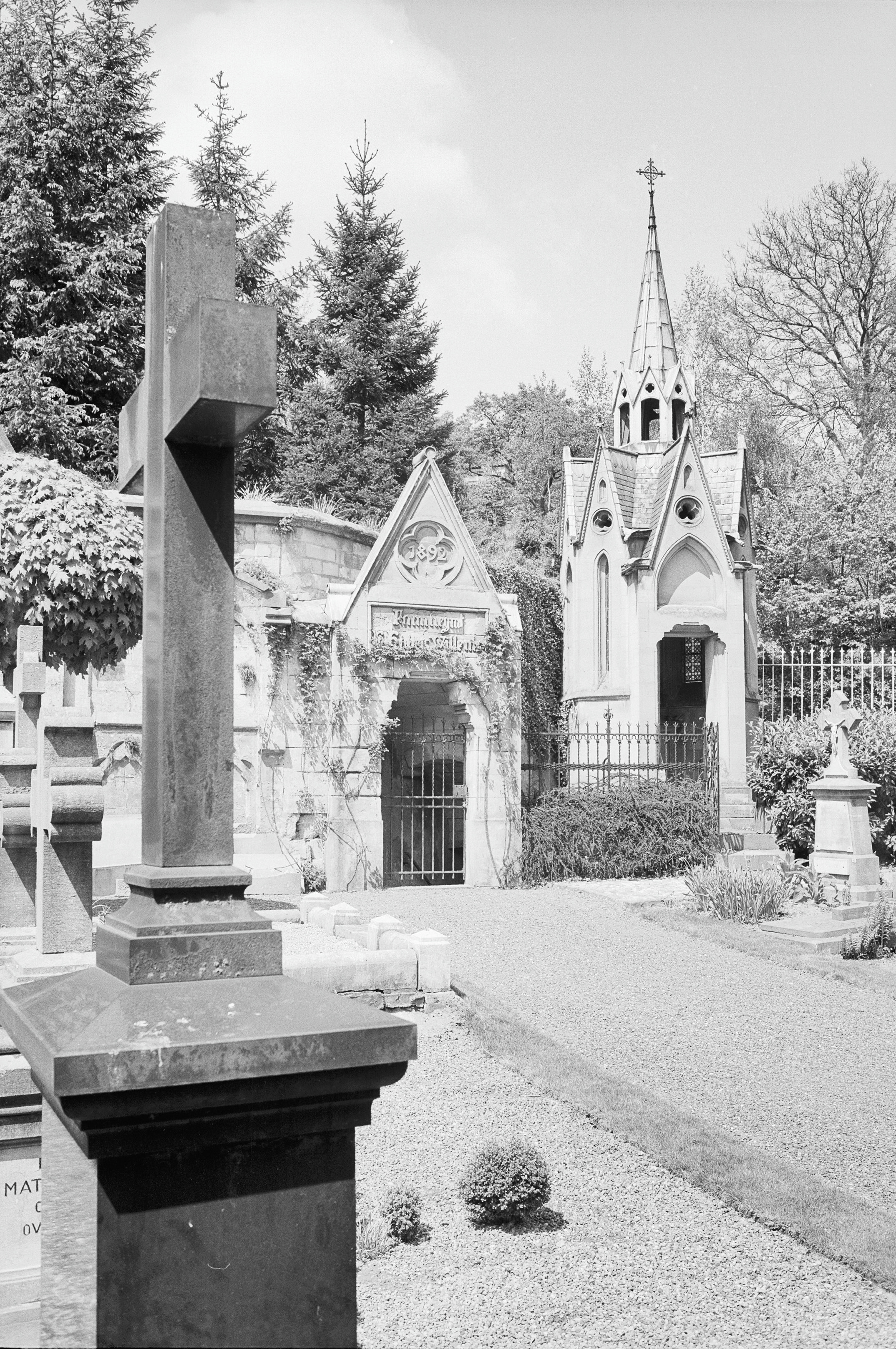
Grafkapel Habets in 1976
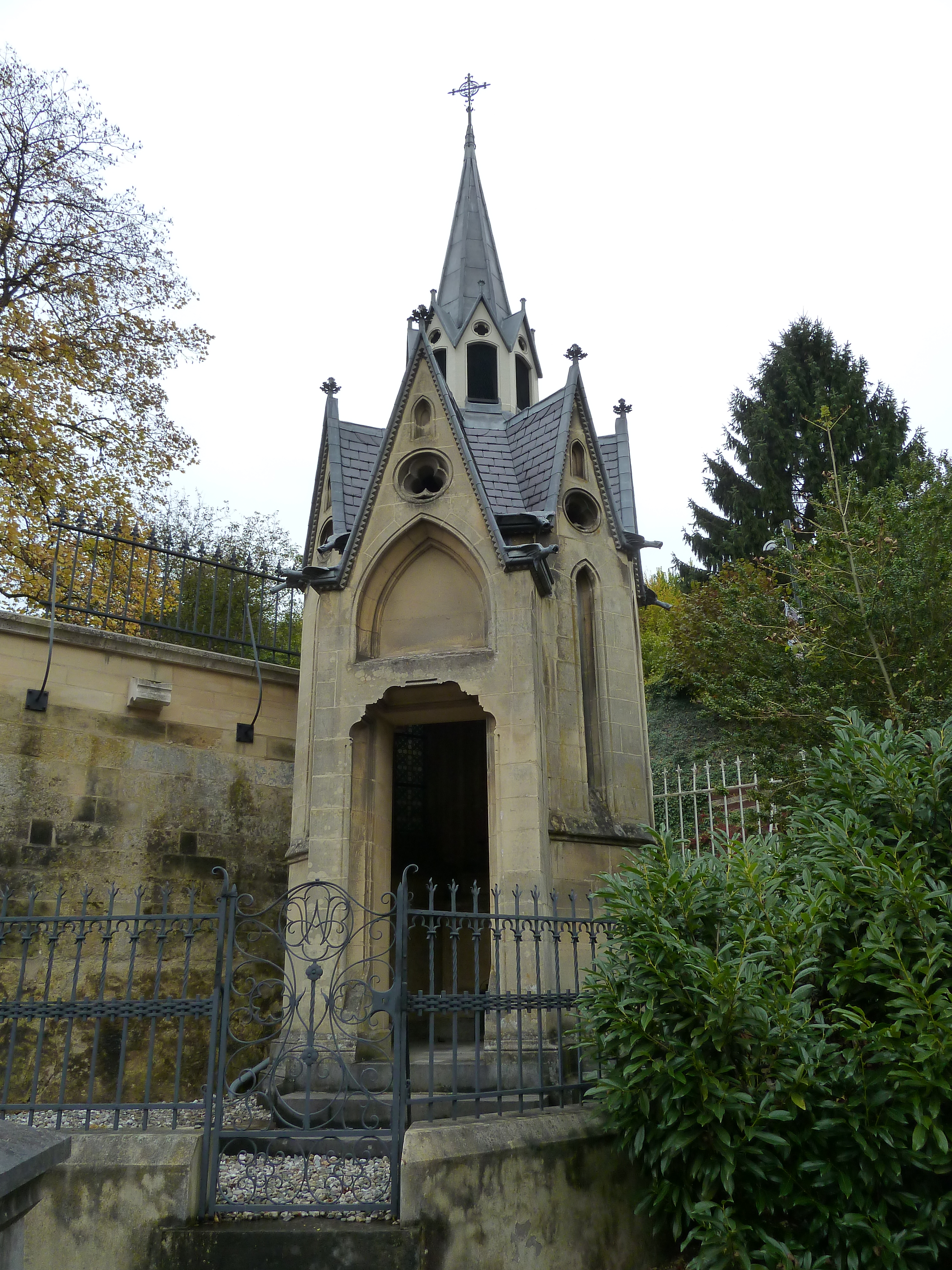
Kapel na restauratie
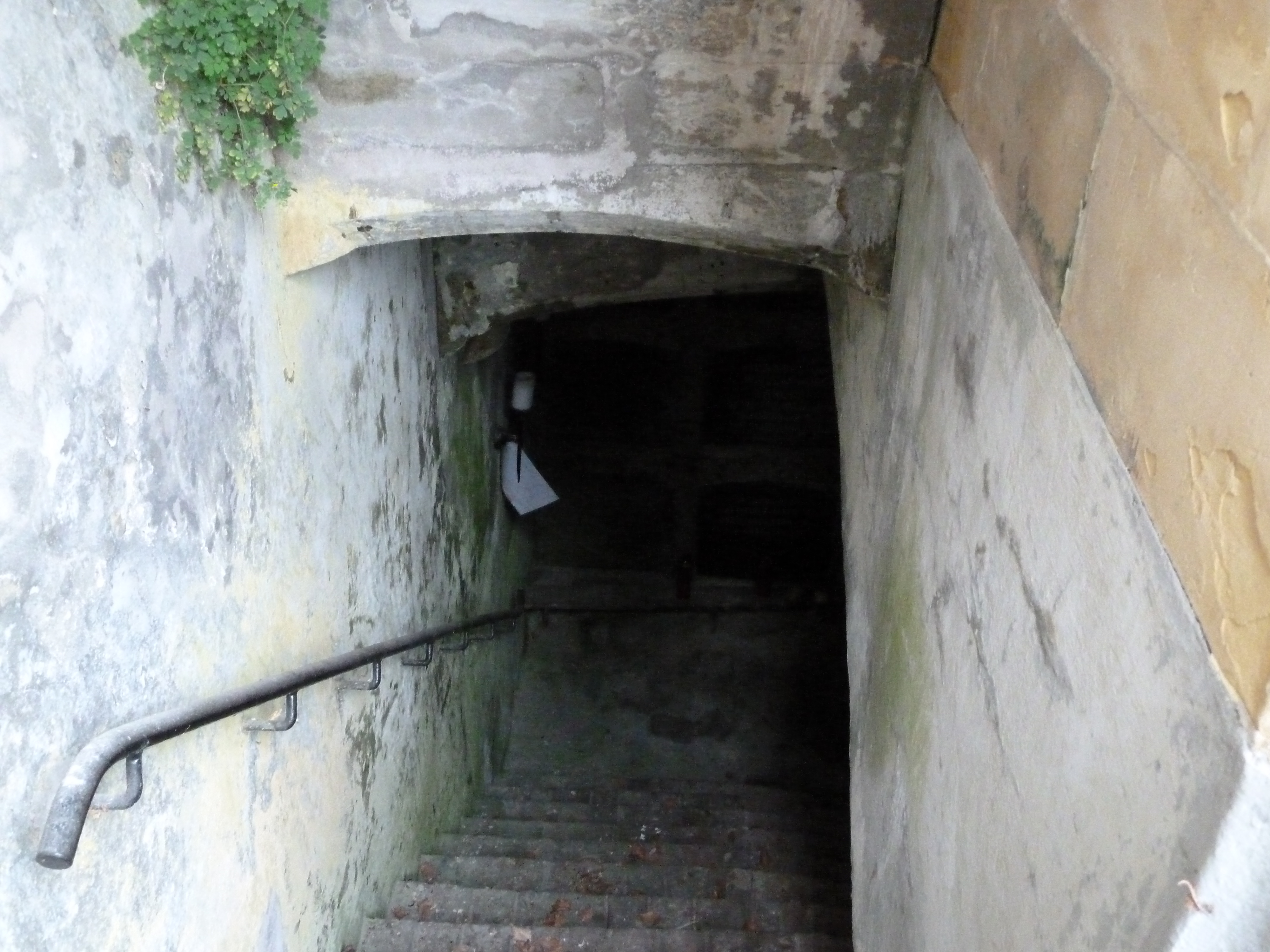
Toegang grafkelder